# Sarcofago di Acilia
Il sarcofago di Acilia è un sarcofago romano frammentario, scoperto nel quartiere di Roma di Acilia e conservato nel Museo nazionale romano, sezione del Palazzo Massimo alle Terme.

## Storia
Il sarcofago fu ritrovato durante alcuni lavori agricoli del luglio 1950 e, dopo appositi scavi e restauri, ne è stato ricomposto il solo lato destro, mentre quasi del tutto perduta è metà della parte centrale, gran parte della parte sinistra e del retro.
Nonostante le gravi lacune il sarcofago è di altissimo rilievo artistico, attribuibile al secondo venticinquennio del III secolo grazie ad alcuni dei dettagli emblematici che si trovano nella parte superstite.

## Descrizione

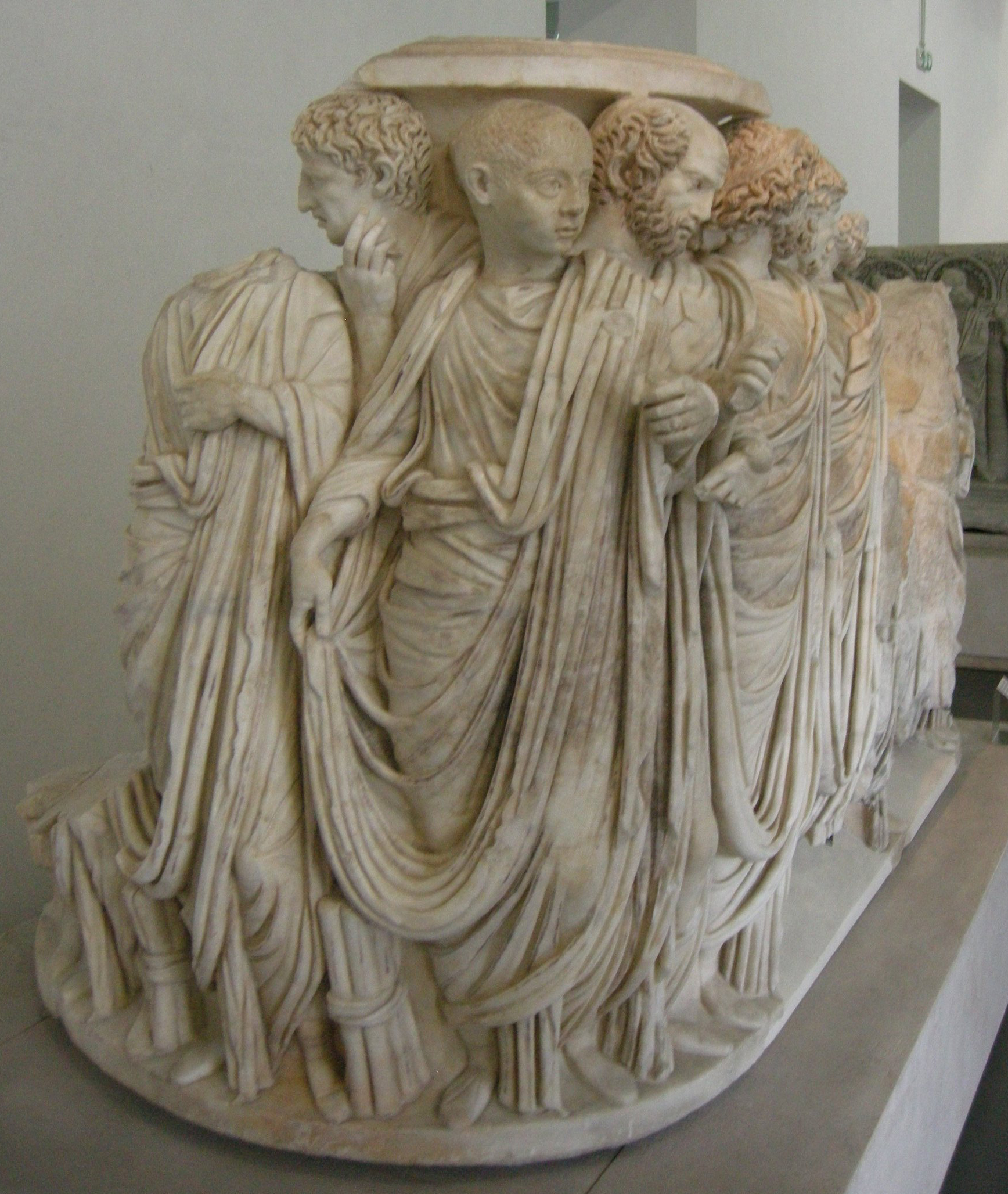
Sarcofago di Acilia

Il sarcofago, di dimensioni monumentali (l'altezza è di 1,49 metri e lo spessore di 22,50 cm), è di tipo a lenòs (ovale), cioè a tinozza da vino, secondo una tipologia che rimandava alle credenze dionisiache che a Roma si diffuse dalla seconda metà del II secolo a tutto il III secolo. Fu scolpito in un unico monolito di marmo greco. Secondo la tradizione greca, sarcofagi di questo tipo erano destinati a coppie della classe senatoria e prevedeva la raffigurazione di sette saggi da una lato e di nove Muse dall'altro.
Il lato anteriore e i fianchi del sarcofago di Acilia erano occupati da figure al altorilievo, incorniciate in basso e in alto da un semplice listello non decorato. Del coperchio ci sono giunti solo alcuni frammenti dai quali si desume che fosse liscio e piano, con un forte battente. 
Tramite lo studio di frammenti e il confronto con esemplari analoghi ci è a grandi linee nota tutta la composizione della scena. Al centro, sul lato maggiore, si trovava la coppia di conuigi cui era dedicato il sarcofago, e della quale si è in parte conservata la figura virile di sinistra, con toga e il volto pervenutoci a metà, fino alla barba con pizzetto. Accanto ad esso si trovava la figura femminile, della quale ci restano solo un lembo della veste inferiore e il piede sinistro. Tra i due protagonisti, che sono abbastanza distanziati, si doveva trovare una personificazione di Iuno Pronuba della Concordia o della Virtus, tipico delle scene nuziali. In basso alcuni frammenti fanno supporre la presenza di figure di bambini accanto alla coppia (come ad esempio nel sarcofago Torlonia). Ai lati della coppia si disponeva il corteo dei sette filosofi (lato sinistro, maschile) e delle nove Muse (lato destro, femminile). 
Scarsi sono i resti del gruppo femminile a destra (solo una testa, oltre a piedi e lembi del vestito), mentre la parte sinistra è conservata molto meglio. A sinistra del personaggio maschile si trova, in primo piano, una figura togata e barbuta, con diadema in testa (personificazione del Genius Senatus), che indica con la mano destra un altro personaggio sulla curva, dalla testa giovanile e caratterizzato ritrattisticamente (figura 11), con caratteristiche tecnico stilistiche che denotano una lavorazione a parte. Le figure in secondo piano sono altri "filosofi" subordinati, in atteggiamento o riempitivo (figure 7, 3) o più caratterizzato e partecipante all'azione, come la figura del calvo (9) dietro al giovane, che sembrerebbe il suo pedagogo. Ai piedi di queste figure si trovano a terra fasci di rotuli, tipici della caratterizzazione dei filosofi. Altre teste virili, conosciute dai frammenti, dovevano trovarsi sul lato posteriore, che doveva essere pure figurato, anche se con meno dovizia, secondo l'uso romano. Il sarcofago conserva tracce di doratura (nelle vesti dei togati, nelle barbe) e forse era vivacizzato anche da altri espedienti policromi.
Nella figura-ritratto del giovinetto è stato riconosciuto l'imperatore Gordiano III (238-244), secondo l'identificazione di Ranuccio Bianchi Bandinelli. Il sarcofago dovette essere stato eseguito per il padre di Gordiano III, un senatore che aveva anche il rango di consularis. Il ritratto di Gordiano sostituì la testa di uno dei saggi, quando il giovane imperatore vi fu seppellito.
Altri, con argomenti meno persuasivi, riconoscono nel giovinetto Nigriniano, figlio dell'imperatore Marco Aurelio Carino, o una personificazione del processus consularis. 
I resti di una testa femminile di Musa presentano una pettinatura tipica degli anni 230-240, per cui la datazione più probabile è confermata tra il 235 e il 238 (anno in cui Gordiano III divenne imperatore e mutò la sua tipologia di ritratto).

## Profilo artistico
I rilievi del sarcofago sono costruiti con una sapiente tecnica illusionistica di derivazione orientale, con un ricco chiaroscuro nel fluire delle toghe e con volti e chiome (soprattutto delle figure "generiche", trattati secondo i modi tipicamente "barocchi". Si potrebbe quindi trattare di una sarcofago di importazione o di maestranze orientali operanti in Roma (come il sarcofago di Velletri del II secolo e numerosi altri del III).

## Altre immagini

Sarcofago di Acilia
Testa di Gordiano III